# Huey Long (politicus)
Huey Pierce Long (Winnfield (Louisiana), 30 augustus 1893 - Baton Rouge (Louisiana), 10 september 1935), bijgenaamd the Kingfish en 'de dictator van Louisiana', was een Amerikaans politicus uit de staat Louisiana.
Long was van arme komaf, en werkte als reizend boekenverkoper en prediker voor hij op 21-jarige leeftijd advocaat werd. Door zijn redenaarstalent werd hij spoedig rijk.
In 1928 werd hij gouverneur van Louisiana. In deze tijd werd hij populair door zijn bestrijding van de economische crisis (het "Share the Wealth"-programma), wat echter ook leidde tot een snel oplopende staatsschuld. Tegelijkertijd breidde hij zijn macht uit door op allerlei posities personen te vervangen door zijn eigen politieke vrienden. In 1932 werd hij senator voor Louisiana in Washington D.C.. In de jaren 30 had hij grote plannen voor het land, die hij onder andere opschreef in zijn boek Every man a king. Hij steunde Franklin D. Roosevelt in diens kandidatuur voor het presidentschap, maar werd later een van Roosevelts belangrijkste tegenstanders.
Long was een van de meest opvallende figuren uit het interbellum in de Verenigde Staten. Als populist stond hij bekend om zijn felle toespraken, opvallende uitspraken en zijn enigszins excentrieke gedragingen. Zo had hij de gewoonte belangrijke mensen te ontvangen in zijn pyjama. Hij verzette zich tegen de heersende politici, zowel republikeinen als democraten, en was daarom bij een groot deel van de bevolking erg geliefd, en liet merken interesse te hebben om in 1936 met zijn eigen Share Our Wealth-beweging een gooi te doen naar het presidentschap.
In 1935 werd Long neergeschoten door de arts Carl A. Weiss. Hij werd door een schot geraakt in de maagstreek. Twee dagen later stierf hij in het Louisiana State Capitol in Baton Rouge. Het is nooit bekend geworden waarom de moord is gepleegd, mede omdat Weiss direct na de moord werd doodgeschoten door Longs lijfwachten. Een mogelijke verklaring is echter dat hij het deed uit wraak vanwege Weiss' schoonvader Benjamin Pavy, die een tegenstander van Long was en door diens invloed zijn baan als rechter verloor. De familie van Weiss heeft deze theorie altijd bestreden. Naar verluidt waren de laatste woorden van Long God, don't let me die. I have so much to do (God, laat mij niet sterven. Ik heb nog zoveel te doen).
Long heeft een aanzienlijke invloed gehad op de Amerikaanse cultuur. Hij stond model voor Willie Stark in het boek van Robert Penn Warren: All the Kings Men en ook Sinclair Lewis baseerde in zijn boek It Can't Happen Here de dictator Buzz Windrip voor een groot deel op Long. De "Kingfish" (met in de hoofdrol John Goodman) is een verfilming van het leven van Huey Long. Huey, de Amerikaanse naam van Kwik (van Kwik, Kwek en Kwak), is naar hem genoemd.